# زه ماریا (بازیکن فوتبال، زاده ۱۹۴۹)
زه ماریا (پرتغالی: Zé Maria؛ زادهٔ ۱۸ مهٔ ۱۹۴۹) بازیکن و مربی فوتبال اهل برزیل بود.
از باشگاه‌هایی که در آن بازی کرده‌است می‌توان به باشگاه ورزشی پورتوگیزا و باشگاه فوتبال کورینتیانس اشاره کرد.
وی همچنین در تیم ملی فوتبال برزیل بازی کرده‌است.